# Colonia Piloto
Colonia Piloto är en ort i Mexiko.   Den ligger i kommunen Pánuco och delstaten Veracruz, i den centrala delen av landet, 300 km norr om huvudstaden Mexico City. Colonia Piloto ligger 24 meter över havet och antalet invånare är 992.
Terrängen runt Colonia Piloto är platt, och sluttar norrut. Runt Colonia Piloto är det ganska glesbefolkat, med 32 invånare per kvadratkilometer. Närmaste större samhälle är Guayalejo, 13,1 km väster om Colonia Piloto. Trakten runt Colonia Piloto består till största delen av jordbruksmark.